# Discografia degli Chic
La discografia degli Chic è composta da 10 album registrati in studio tra il 1977 e il 2018, 15 raccolte, 1 colonna sonora e 2 album dal vivo. I due componenti storici del gruppo, Nile Rodgers e Bernard Edwards (1952-1996), hanno prodotto i lavori di diversi artisti celebri tra il 1978 e il 1982, come le Sister Sledge, Diana Ross e Debbie Harry.

## Album

### Album in studio
| Chic - Pubblicazione: 22 novembre 1977 - Etichetta: Atlantic                        | 27  | 12 | 67 | 25 | —  | —  | —  | —  | —  | —  | - Stati Uniti: Oro - Regno Unito: Argento                   |
| C'est Chic - Pubblicazione: 11 agosto 1978 - Etichetta: Atlantic                    | 4   | 1  | 18 | 5  | 10 | 9  | 20 | 16 | —  | 2  | - Stati Uniti: Platino - Regno Unito: Oro - Canada: Platino |
| Risqué - Pubblicazione: 30 luglio 1979 - Etichetta: Atlantic                        | 5   | 2  | 75 | 15 | —  | —  | —  | 37 | —  | —  | - Stati Uniti: Platino - Regno Unito: Argento               |
| Real People - Pubblicazione: 30 giugno 1980 - Etichetta: Atlantic                   | 30  | 8  | —  | —  | —  | —  | 33 | 19 | —  | —  |                                                             |
| Take It Off - Pubblicazione: 16 novembre 1981 - Etichetta: Atlantic                 | 124 | 36 | —  | —  | —  | —  | —  | —  | —  | —  |                                                             |
| Tongue in Chic - Pubblicazione: 1 novembre 1982 - Etichetta: Atlantic               | 173 | 47 | —  | —  | —  | —  | —  | —  | —  | —  |                                                             |
| Believer - Pubblicazione: 14 novembre 1983 - Etichetta: Atlantic                    | —   | —  | —  | —  | —  | 14 | —  | —  | —  | —  |                                                             |
| Chic-ism - Pubblicazione: 3 marzo 1992 - Etichetta: Warner Records                  | —   | 39 | —  | —  | 55 | 44 | —  | 42 | 40 | —  |                                                             |
| Chic Freak and More Treats - Pubblicazione: 1996/2003 - Etichetta: A440 Music Group | —   | —  | —  | —  | —  | —  | —  | —  | —  | —  |                                                             |
| It's About Time - Pubblicazione: 28 settembre 2018 - Etichetta: Virgin EMI          | —   | —  | —  | —  | 72 | 66 | —  | —  | 28 | 10 |                                                             |
| "—" indica che l'album non si è classificato in quel Paese.                         |     |    |    |    |    |    |    |    |    |    |                                                             |

### Album dal vivo
- Live at the Budokan (1999, Sumthing Else)
- A Night in Amsterdam (2006, Universe Italy)

### Raccolte
| Les Plus Grands Succès De Chic: Chic's Greatest Hits - Pubblicazione: dicembre 1979 - Etichetta: Atlantic                       | 88 | 44 | —   | 47 | 30 |                        |
| Freak Out: The Greatest Hits of Chic and Sister Sledge - Pubblicazione: 1988 - Etichetta: Atlantic/WEA                          | —  | —  | —   | —  | —  |                        |
| Megachic: Best of Chic - Pubblicazione: 1990 - Etichetta: Warner/Atlantic                                                       | —  | —  | —   | —  | —  |                        |
| Dance, Dance, Dance: The Best of Chic - Pubblicazione: 1991 - Etichetta: Atlantic/Rhino/Warner                                  | —  | —  | —   | —  | —  | - Regno Unito: Argento |
| The Best of Chic, Volume 2 - Pubblicazione: novembre 1992 - Etichetta: Atlantic/Rhino/Warner                                    | —  | —  | —   | —  | —  |                        |
| Everybody Dance - Pubblicazione: 1995 - Etichetta: Rhino/Warner                                                                 | —  | —  | —   | —  | —  |                        |
| Dance, Dance, Dance & Other Hits - Pubblicazione: 1997 - Etichetta: Rhino/Warner                                                | —  | —  | —   | —  | —  |                        |
| The Very Best of Chic & Sister Sledge - Pubblicazione: 1999 - Etichetta: Rhino/Warner                                           | —  | —  | —   | —  | 22 |                        |
| The Very Best of Chic - Pubblicazione: 2000 - Etichetta: Rhino/Warner                                                           | —  | —  | —   | —  | —  |                        |
| Good Times: The Very Best of the Hits & the Remixes (Chic & Sister Sledge) - Pubblicazione: 2005 - Etichetta: Warner            | —  | —  | —   | —  | 16 |                        |
| The Definitive Groove Collection - Pubblicazione: 2006 - Etichetta: Rhino/Warner                                                | —  | —  | —   | —  | —  | - Regno Unito: Argento |
| Nile Rodgers presents The Chic Organization: Vol.1 Savoir Faire - Pubblicazione: 2010 - Etichetta: Rhino                        | —  | —  | —   | —  | —  |                        |
| Original Album Series: Chic + C'est Chic + Risqué + Real People + Take It Off - Pubblicazione: 2011 - Etichetta: Rhino/Atlantic | —  | —  | —   | —  | —  |                        |
| Magnifique: The Very Best of Chic - Pubblicazione: 2011 - Etichetta: Music Club Deluxe                                          | —  | —  | —   | —  | —  |                        |
| Nile Rodgers presents The Chic Organization: Up All Night - Pubblicazione: 2013 - Etichetta: Rhino                              | —  | —  | 140 | 86 | —  |                        |
| "—" indica che l'album non si è classificato in quel Paese.                                                                     |    |    |     |    |    |                        |

### Colonne sonore
- Soup for One (1982, Warner)

## Singoli
| Anno                                                                          | Titolo                                                    | Classifiche | Classifiche | Classifiche | Classifiche | Classifiche   | Classifiche | Classifiche | Classifiche | Classifiche | Classifiche | Classifiche | Classifiche | Classifiche | Classifiche | Certificazioni                                                        | Album di provenienza |
| Anno                                                                          | Titolo                                                    | US          | US R&B      | US Dance    | AUS         | BEL (Fiandre) | CAN         | FRA         | GER         | IRE         | ITA         | NL          | NZ          | SVE         | UK          | Certificazioni                                                        | Album di provenienza |
| ----------------------------------------------------------------------------- | --------------------------------------------------------- | ----------- | ----------- | ----------- | ----------- | ------------- | ----------- | ----------- | ----------- | ----------- | ----------- | ----------- | ----------- | ----------- | ----------- | --------------------------------------------------------------------- | -------------------- |
| 1977                                                                          | Dance, Dance, Dance (Yowsah, Yowsah, Yowsah)              | 6           | 6           | 1           | 28          | —             | 6           | —           | 40          | 11          | —           | 22          | 15          | —           | 9           |                                                                       | Chic                 |
| 1978                                                                          | Everybody Dance                                           | 38          | 12          | —           | —           | —             | 45          | —           | —           | 6           | —           | —           | —           | —           | 9           | - Regno Unito: Argento                                                | Chic                 |
| 1978                                                                          | You Can Get By                                            | —           | —           | —           | —           | —             | —           | —           | —           | —           | —           | —           | —           | —           | —           |                                                                       | Chic                 |
| 1978                                                                          | Le Freak                                                  | 1           | 1           | 1           | 1           | 2             | 1           | 140         | 5           | 20          | 2           | 5           | 1           | 6           | 7           | - Stati Uniti: 5X Platino - Regno Unito: Platino - Canada: 2X Platino | C'est Chic           |
| 1978                                                                          | I Want Your Love                                          | 7           | 5           | 1           | 81          | 21            | 10          | —           | 27          | 20          | —           | 14          | 15          | —           | 4           | - Stati Uniti: Oro - Regno Unito: Argento                             | C'est Chic           |
| 1978                                                                          | Chic Cheer                                                | —           | —           | 1           | —           | —             | —           | —           | —           | —           | —           | —           | —           | —           | —           |                                                                       | C'est Chic           |
| 1979                                                                          | Good Times                                                | 1           | 1           | 3           | 48          | 18            | 2           | 107         | 36          | 21          | 19          | 22          | 8           | 16          | 5           | - Stati Uniti: Oro                                                    | Risqué               |
| 1979                                                                          | My Forbidden Lover                                        | 43          | 33          | 3           | —           | 19            | —           | —           | 47          | 28          | —           | 23          | —           | —           | 15          |                                                                       | Risqué               |
| 1979                                                                          | My Feet Keep Dancing                                      | —           | 42          | 3           | —           | 29            | —           | —           | —           | 18          | —           | —           | —           | —           | 21          |                                                                       | Risqué               |
| 1980                                                                          | Rebels Are We                                             | 61          | 8           | —           | —           | 24            | —           | —           | —           | —           | 30          | —           | —           | 17          | —           |                                                                       | Real People          |
| 1980                                                                          | Real People                                               | 79          | 51          | 29          | —           | —             | —           | —           | —           | —           | —           | —           | —           | —           | —           |                                                                       | Real People          |
| 1980                                                                          | Chip off the Old Block                                    | 79          | —           | —           | —           | —             | —           | —           | —           | —           | —           | —           | —           | —           | —           |                                                                       | Real People          |
| 1981                                                                          | Stage Fright                                              | —           | 34          | —           | —           | —             | —           | —           | —           | —           | —           | —           | —           | —           | —           |                                                                       | Take It Off          |
| 1982                                                                          | Soup for One                                              | 80          | 14          | —           | —           | —             | —           | —           | —           | —           | —           | —           | —           | —           | —           |                                                                       | Soup for One         |
| 1982                                                                          | Hangin'                                                   | —           | 48          | —           | —           | 22            | —           | —           | —           | —           | —           | 40          | —           | —           | 64          |                                                                       | Tongue in Chic       |
| 1983                                                                          | Give Me the Lovin                                         | —           | 57          | —           | —           | —             | —           | —           | —           | —           | —           | —           | —           | —           | —           |                                                                       | Believer             |
| 1984                                                                          | You Are Beautiful                                         | —           | —           | —           | —           | 10            | —           | —           | —           | —           | —           | 9           | —           | —           | —           |                                                                       | Believer             |
| 1984                                                                          | Party Everybody                                           | —           | —           | —           | —           | 34            | —           | —           | —           | —           | —           | 43          | —           | —           | —           |                                                                       | Believer             |
| 1984                                                                          | Chic Cheer (1984 Mix)                                     | —           | —           | —           | —           | —             | —           | —           | —           | —           | —           | —           | —           | —           | 81          |                                                                       | —                    |
| 1987                                                                          | Jack Le Freak                                             | —           | —           | 15          | —           | 17            | —           | —           | —           | 13          | —           | 6           | 13          | —           | 19          |                                                                       | —                    |
| 1988                                                                          | Good Times (New Single Mix '88)                           | —           | —           | —           | —           | —             | —           | —           | —           | —           | —           | 63          | —           | —           | 80          |                                                                       | —                    |
| 1990                                                                          | MegaChic - Chic Medley                                    | —           | —           | —           | 32          | —             | —           | 32          | —           | —           | —           | —           | —           | —           | 58          |                                                                       | —                    |
| 1992                                                                          | Chic Mystique                                             | —           | 48          | 1           | 82          | 33            | —           | 25          | 25          | —           | —           | 19          | —           | —           | 48          |                                                                       | Chic-Ism             |
| 1992                                                                          | Your Love                                                 | —           | —           | 3           | —           | —             | —           | —           | 91          | —           | —           | 73          | —           | —           | —           |                                                                       | Chic-Ism             |
| 2015                                                                          | I'll Be There                                             | —           | —           | 1           | —           | —             | —           | 78          | —           | —           | —           | —           | —           | —           | 68          |                                                                       | —                    |
| 2018                                                                          | Till the World Falls (feat. Mura Masa, Cosha e Vic Mensa) | —           | —           | —           | —           | —             | —           | —           | —           | —           | —           | —           | —           | —           | —           |                                                                       | It's About Time      |
| 2018                                                                          | Sober (feat. Craig David e Stefflon Don)                  | —           | —           | —           | —           | —             | —           | —           | —           | —           | —           | —           | —           | —           | —           |                                                                       | It's About Time      |
| "—" indica una pubblicazione non classificata o non pubblicata in quel Paese. |                                                           |             |             |             |             |               |             |             |             |             |             |             |             |             |             |                                                                       |                      |

### Collaborazioni
| Anno                                                                          | Titolo                              | Classifiche | Classifiche | Classifiche | Album di provenienza |
| Anno                                                                          | Titolo                              | FIN         | NL          | UK          | Album di provenienza |
| ----------------------------------------------------------------------------- | ----------------------------------- | ----------- | ----------- | ----------- | -------------------- |
| 1982                                                                          | Together (con gli Odyssey)          | —           | —           | —           | Happy Together       |
| 2006                                                                          | Sensitivity (con gli Shapeshifters) | 18          | 46          | 40          | Sound Advice         |
| "—" indica una pubblicazione non classificata o non pubblicata in quel Paese. |                                     |             |             |             |                      |